# Habla, mudita
Habla, mudita è un film del 1973 diretto da Manuel Gutiérrez Aragón.